# 化学ライゲーション
化学ライゲーション（かがくライゲーション、英: chemical ligation）は、長鎖のペプチドあるいはタンパク質を作るために用いられる一連の技術である。
収束的合成の第2段階である。まず、30-50アミノ酸を含む短いペプチドを従来の化学ペプチド合成法によって調製する、次に、それらを完全に脱保護する。
化学ライゲーションは、これらのペプチドを化学選択的反応によって結合させる技術であり、大抵は水溶液中で行われる。複数のカップリング段階によって200-300アミノ酸からなるタンパク質を作ることができる。

## 化学ライゲーションの方法
化学ライゲーションには様々な技術がある。無保護ペプチドの化学選択的反応のための最も実用的かつ頑強な方法はネイティブケミカルライゲーションである。
ネイティブケミカルライゲーションは、タンパク質の全合成への古典的な有機合成化学的アプローチの制限を克服し、タンパク質分子の簡単な全合成あるいは半合成を可能としている。
元々の化学ライゲーション法はライゲーション部位での非天然型結合の形成を含んでいた。その後、ネイティブケミカルライゲーションが開発された。ネイティブケミカルライゲーションでは、無保護ペプチド-チオエステルがCys-ペプチドと反応し、ライゲーション部位に自然なアミド結合（ペプチド結合）を持つライゲーション生成物を与える。この方法では、最初のチオエステルで繋がれたライゲーション中間体が転位してアミド結合を形成する。
ネイティブケミカルライゲーションでは、ライゲーション部位にシステイン残基が存在する必要がある。補助基を除去するために用いられる手法によって、場合によってはネイティブケミカルライゲーションの適用範囲を広げることが可能となる。例えば、ライゲーションの後に脱硫化を行うことでシステインをアラニンに変換できる。

### 発現タンパク質ライゲーション
天然に存在するインテインを生かすことによって、組み換えポリペプチドC末端チオエステルを調製することが可能である。これによって、大きな組み換えタンパク質由来のチオエステルをネイティブケミカルライゲーションに用いることが可能になる。
組み換えチオエステルは、N末端にシステインを持つ合成ペプチドとライゲーションすることができる。組み換えC末端チオエステルを用いるこの種のネイティブケミカルライゲーションは発現タンパク質ライゲーションと呼ばれている。組み換え発現は、ネイティブケミカルライゲーションで使うためにCys-ポリペプチドを得るためにも使うこともできる。

### シュタウディンガー・ライゲーション
200-年に初めて報告されたシュタウディンガー・ライゲーションは、原理上は末端アミノ酸に依らないペプチド断片のライゲーションを可能とする。この手法はシュタウディンガー反応に基づいている。シュタウディンガー・ライゲーションは現在も開発が続いており、まだ広くは使用されていない。